# 研究・技術開発フレームワーク・プログラム
研究・技術開発フレームワーク・プログラム（英：Framework Programmes for Research and Technological Development, 独：Forschungsrahmenprogramm, 仏：Programme-cadre pour la recherche et le développement technologique）は1983年から欧州連合に運営される政策。ヨーロッパの産業分野を支援するため、科学研究向けの補助金として実践する。理由の一つはグローバリゼーションに際して欧州連合加盟国が科学研究などにどう競争できているのかという疑問に基づく。高級研究費用の増加が各国にとって重点になったともいわれる。加盟国間の論争対象は支援する分野の選択などである。現在行われる第7次研究・技術開発フレームワーク・プログラムは2013年に終了。

## 参考
1. ↑  1983年7月25日欧州理事会決定